# ティム・スミス (野球)
ティモシー・ジェームズ・スミス（Timothy James Smith, 1986年6月14日 - ）は、カナダ連邦オンタリオ州トロント出身のプロ野球選手（外野手）。
2015年パンアメリカン競技大会ではティモシー・スミスとも表記された。

## 経歴
2007年のMLBドラフトでアリゾナ大学からドラフト7巡目でテキサス・レンジャースに指名され入団した。
2009年9月3日にカンザスシティ・ロイヤルズへトレードされた。
2012年4月にアトランタ・ブレーブスとマイナー契約を結んだ。
9月11日に第3回WBC予選のカナダ代表に選出された。
2013年1月にボルチモア・オリオールズと契約した。
1月17日に第3回WBC本戦のカナダ代表に選出された。
その後、独立リーグであるアメリカン・アソシエーションのウィニペグ・ゴールドアイズでプレーした。
2014年は、独立リーグであるカナディアン・アメリカン・リーグのケベック・キャピタルズと契約を結びプレーした。
オフには、第3回WBCで同じカナダ代表に選ばれていたレーン・トソニと共にオーストラリアン・ベースボールリーグ(ABL)のパース・ヒートでプレーした。
2015年6月17日に2015年パンアメリカン競技大会の男子野球カナダ代表に選出された。同大会では2大会連続2度目の優勝を果たし、金メダルを獲得した。

## 詳細情報

### 代表歴
- 2013 ワールド・ベースボール・クラシック・カナダ代表
- 2015年パンアメリカン競技大会男子野球カナダ代表